# David Aaronovitch

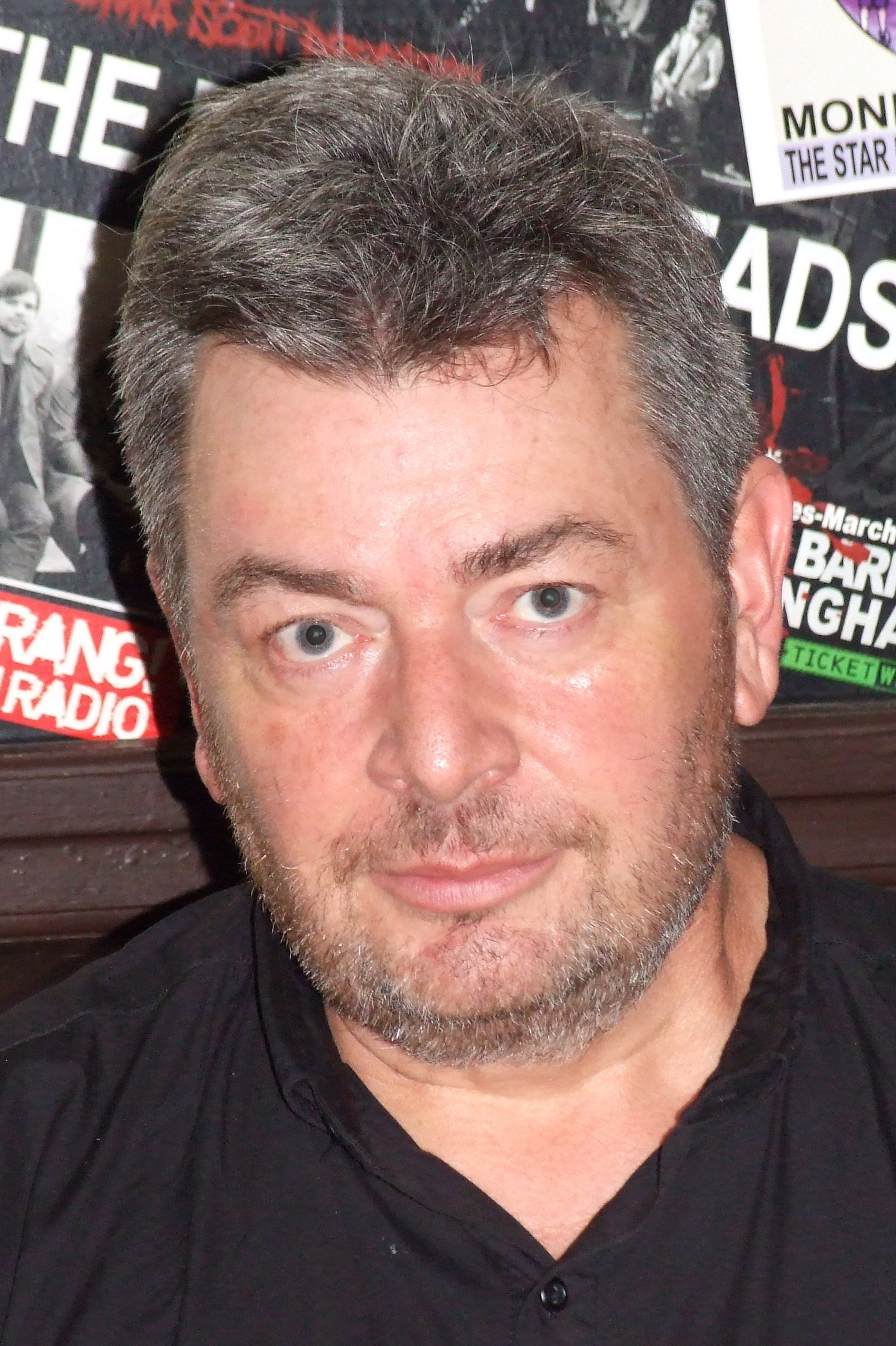
David Aaronovitch

David Aaronovitch (8 de julho de 1954) é um jornalista, apresentador e autor britânico. Ele é um colunista regular na revista The Times. Em 2001, ganhou o Prêmio George Orwell por jornalismo político. David é filho de Sam Aaronovitch, um intelectual comunista.